# مارسيل ستيرن (متسابق يخت)
مارسيل ستيرن هو متسابق يخت سويسري، ولد في 9 يناير 1922 في جنوة في إيطاليا، وتوفي في 16 أبريل 2002.

## وصلات خارجية
- مارسيل ستيرن على موقع أوليمبيديا (الإنجليزية)